# Habitatverlust
Habitatverlust bezeichnet den Rückgang von Habitaten durch Vertreibung, Vernichtung, Degradation und anderen Formen der Landschaftsveränderung. Die direkte Habitatzerstörung ist die Hauptursache für den globalen Verlust der biologischen Vielfalt. Diese Faktoren bewirken unmittelbar und in wesentlich größerem Umfang als Veränderungen durch Klimaveränderung, Fragmentierung der Lebensräume und invasive Arten den Rückgang der Tier- und Pflanzenpopulationen.

„Den Rückgang der Organismenvielfalt verursacht der Mensch in erster Linie nicht direkt durch Ausbeutung oder böswilliges Handeln, sondern durch die Zerstörung natürlicher Lebensräume, die zwangsläufig aus dem Wachstum menschlicher Bevölkerung und ihrer Aktivitäten folgt.“

## Beispiele

### Globale Situation
Viele Habitatverluste sind durch menschliche Tätigkeit bedingt. Zivilisatorisch bedingtes Verschwinden von Habitaten beruht auf Sekundäreffekten des Bevölkerungswachstums und wirtschaftlicher Expansion. Eine ungeordnete Auswahl der Hauptfaktoren umfasst Abholzung/Entwaldung speziell tropischer Regenwälder, Umweltverschmutzung und Flächenversiegelung. Im Gegensatz zur natürlichen Evolution führt Habitatvernichtung in der Regel zu vergleichsweise schlagartiger Artenreduktion oder -vernichtung. Habitatvernichtung ist neben dem Problem der invasiven Spezies der wichtigste Grund für die globale Reduktion der Artenvielfalt.
Das folgende Diagramm gibt einen Überblick über den weltweiten Verlust an Habitaten und den Anteil bedrohter Spezies in den jeweiligen Habitaten:
|  | Habitatverlust (%) |  | Anteil bedrohter Spezies (%) |

|  | 30 |  | 22 |

|  | 48 |  | 15 |

|  | 2 |  | 5 |

|  | 57 |  | 17 |

|  | 21 |  | 12 |

|  | 29 |  | 16 |

|  | 37 |  | 11 |

|  | 20 |  | 27 |

¹inklusive mediterraner Habitate

### Beispiele für Auswirkungen auf Tiergruppen
Der Verlust von einer Habitatstruktur, die vielfältige Nischen aufweist wirkt sich für terrestrische und hydrischen und marinen Organismen aus.
Ein Beispiel sind der stark bedrohten Flussdelfine. Sie werden heute nicht mehr bejagt, sind aber durch die Zerstörung der natürlichen Flussläufe und die Veränderung ihres Flusshabitats vom Aussterben bedroht oder bereits ausgestorben. Der Bestand des Chinesischen Flussdelfins (Lipotes vexillifer) ging aufgrund von Wasserverschmutzung, die unbeabsichtigte Tötung in Fischnetzen und den Bau von Staudämmen und anderen Regulierungsmaßnahmen stark zurück. Der Chinesische Flussdelfin ist möglicherweise bereits ausgestorben, der Amazonasdelfin (Inia geoffrensis), gilt laut IUCN als gefährdet und vom La-Plata-Delfin (Pontoporia blainvillei) gibt es keine genauen Angaben, vermutlich ist aber auch diese Art bedroht.

## Verstärkende Faktoren
Die treibenden und verstärkenden Faktoren des globalen Habitatverlustes waren Gegenstand vieler wissenschaftlicher Untersuchungen. Geist und Lambin untersuchten 2002, welche Faktoren dem Verlust tropischer Regenwälder eigentlich zugrunde liegen. Ihre Studie stellte die verschiedenen Faktoren im Verhältnis dar und beruht auf 152 Fallstudien, in denen einer der erhobenen Werte eine signifikante Rolle spielte. Danach sind die Gründe für Habitatverlust zumeist ökonomischer Natur (81 Prozent), gefolgt von politischen Gründen (institutional or policy factors, 78 Prozent), technologischen Gründen (70 Prozent), kulturellen und soziopolitischen Faktoren (66 Prozent) und demographischen Gründen (61 Prozent). Die treibenden ökonomischen Gründe beinhalten das forcierte Wachsen der Holzwirtschaft und der Vermarktung von Holz.

## Stochastischer Nachweis
Wissenschaftlich beschrieben wird der Habitatverlust im Rahmen der Theorie der Metapopulation. Unter den für einen Metapopulationsansatz üblichen Annahmen schreibt sich ein Habitatverlust wie folgt: Sei {\displaystyle p} der Anteil der zum Zeitpunkt {\displaystyle t} besetzten Habitate und e bzw. c die Aussterbewahrscheinlichkeit bzw. Kolonisationswahrscheinlichkeit pro Zeitschritt. Dann ergibt sich mit dem Habitatverlust {\displaystyle L}:
{\displaystyle {\frac {dp}{dt}}=cp(1-(p+L))-ep}.
In Worten umschrieben besagt die Modellgleichung also: Die zeitliche Änderung des Anteils besetzter Habitate ergibt sich, indem die pro Zeiteinheit neubesetzten Habitate {\displaystyle cp(1-(p+L))} addiert und die im selben Zeitschritt verlorenen Habitate  {\displaystyle ep}  subtrahiert werden.
Dabei ist die Anzahl neu kolonisierter Habitate abhängig vom Anteil bereits besetzter Habitate  {\displaystyle 1-p-L} . 
Dies führt zu einer niedrigeren Basisreproduktionszahl
{\displaystyle R_{L}={\frac {c(1-L)}{e}}}.
Der Schwellenwert zur Persistenz liegt, wie intuitiv klar, bei {\displaystyle R_{L}=1}  und somit bei
{\displaystyle R=(1-L)^{-1}}.
Das heißt anschaulich nichts anderes, als dass in jedem Zeitschritt gleich viele Habitate besetzt werden wie verloren gehen. 
Somit ergibt sich der zum Aussterben führende kritische Habitatverlust als:
{\displaystyle L_{c}=1-{\frac {1}{R}}}.

## Initiativen und Politik
Da der Verlust von ursprünglichen Habitaten meist durch direkte oder mittelbare menschliche Einwirkungen verursacht wird, ist es auch Thema der Politik und Politiken (policy). Auf europäischer Ebene wollen Naturschutzorganisationen ein Pan-Europäisches Ökologisches Netzwerk schaffen und haben dafür den EECONET Action Fund gegründet.

## Aussicht
Das globale Bevölkerungswachstum wird rapide Auswirkungen auf die Nutzung und Übernutzung von Land haben. In bevölkerungsreichen Ländern wie Deutschland nimmt die Bodenversiegelung zu. Die großräumige moderne Landwirtschaft wird als Hauptfaktor für Landnutzungsänderungen und damit auch für einen Verlust von Kulturlandschaften genannt. In weniger entwickelten Ländern kommt es durch Rodung oder Übernutzung von Flächen zum Verlust weitgehend ungenutzter („wilder“) Ökosysteme und damit häufig zum Verschwinden von Tier- und Pflanzenarten. In Deutschland will das Aktionsprogramm Biologische Vielfalt der Bundesregierung den Prozess verlangsamen. Global wollen die Akteure mit politischen Vereinbarungen wie der Convention on Biological Diversity Habitatverluste verlangsamen.